# Ormosia laosensis
Ormosia laosensis är en ärtväxtart som beskrevs av Chawalit Niyomdham. Ormosia laosensis ingår i släktet Ormosia och familjen ärtväxter. Inga underarter finns listade i Catalogue of Life.